# Steinrötel
Der Steinrötel (Monticola saxatilis) ist ein Vogel aus der Familie der Fliegenschnäpper, der äußerlich einer Drossel ähnelt. Er hat aber längere Flügel und einen kürzeren Schwanz und ist mit 19 Zentimeter Länge  etwas kleiner als die Singdrossel. Bei den Weibchen ist der Schwanz rostrot gefärbt. Die Jungen erscheinen gefleckter als die Weibchen.  Bei Erregung zittern die Steinrötel mit dem Schwanz.
Der ausgesprochene Langstreckenzieher überwintert in den Savannen Afrikas südlich der Sahara.

## Lebensraum und Verbreitung

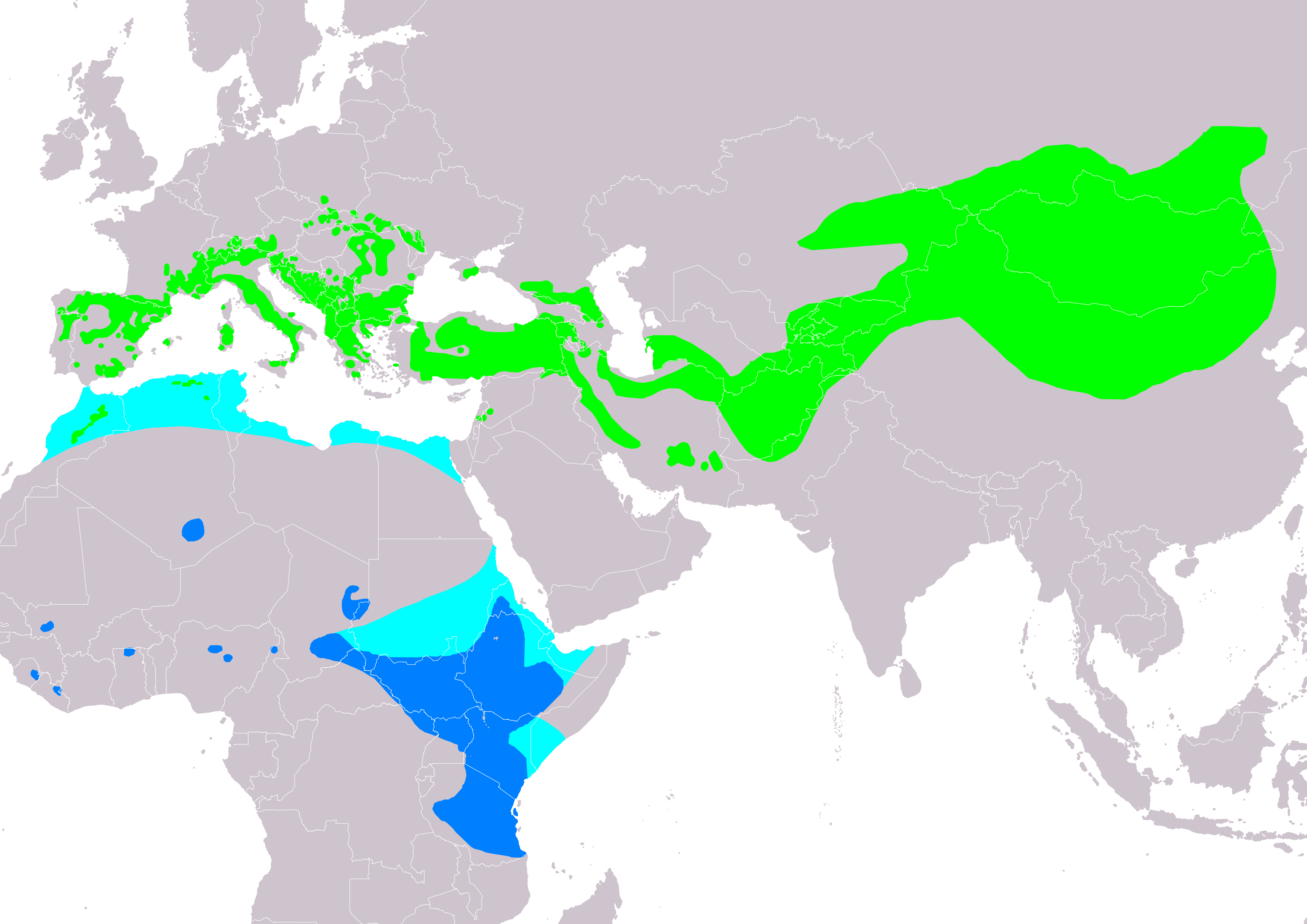
Verbreitung des Steinrötels:
Brutgebiete
Migration
Überwinterungsgebiete

Die Art besiedelt sonnige mit Felsbrocken bedeckte Hänge im Gebirge und Bergland bis zu einer Höhe von 3.000 Metern. Im südlichen Europa ist der Steinrötel auch in felsigen Weinbergen, Geröllhalden und an Ruinen zu finden; bis ca. 1900 gab es Populationen auch in Deutschland. Unter Umständen hing die Ausrottung mit dem damals aufkommenden Trend, attraktive Singvögel in Käfigen zu halten, zusammen. Heute gibt es in Deutschland wegen der rationalisierten Anbaumethoden in den Weinbergen kaum noch geeignete Biotope. 
Im 20. Jahrhundert galt der Steinrötel in Bayern als Brutgast. 1983 konnte eine Brut im Mangfallgebirge nachgewiesen werden. Es dauerte dann bis zum Jahr 2000, als die Art in den Bayerischen Alpen wiederentdeckt wurde. Danach gelang in den 2010er Jahren noch ein Brutnachweis aus dem Wettersteingebirge. Seit Anfang des Jahrtausends brütet der Steinrötel jedoch wieder regelmäßig in den Allgäuer Alpen, aktuell mit 2 bis 5 Brutpaaren.  Auch in Österreich ist der Steinrötel als Brutvogel sehr selten.
In der Schweiz ist der Steinrötel ein regelmäßiger, aber seltener Brutvogel (800 – 1200 Brutpaare), der vornehmlich in den südlichen Landesteilen verbreitet ist.
Die globale Verbreitung erstreckt sich über den gesamten südeuropäischen Raum, weiter über die Türkei und den zentralasiatischen Raum bis nach China. Weltweit gilt die Art als nicht gefährdet.

## Fortpflanzung

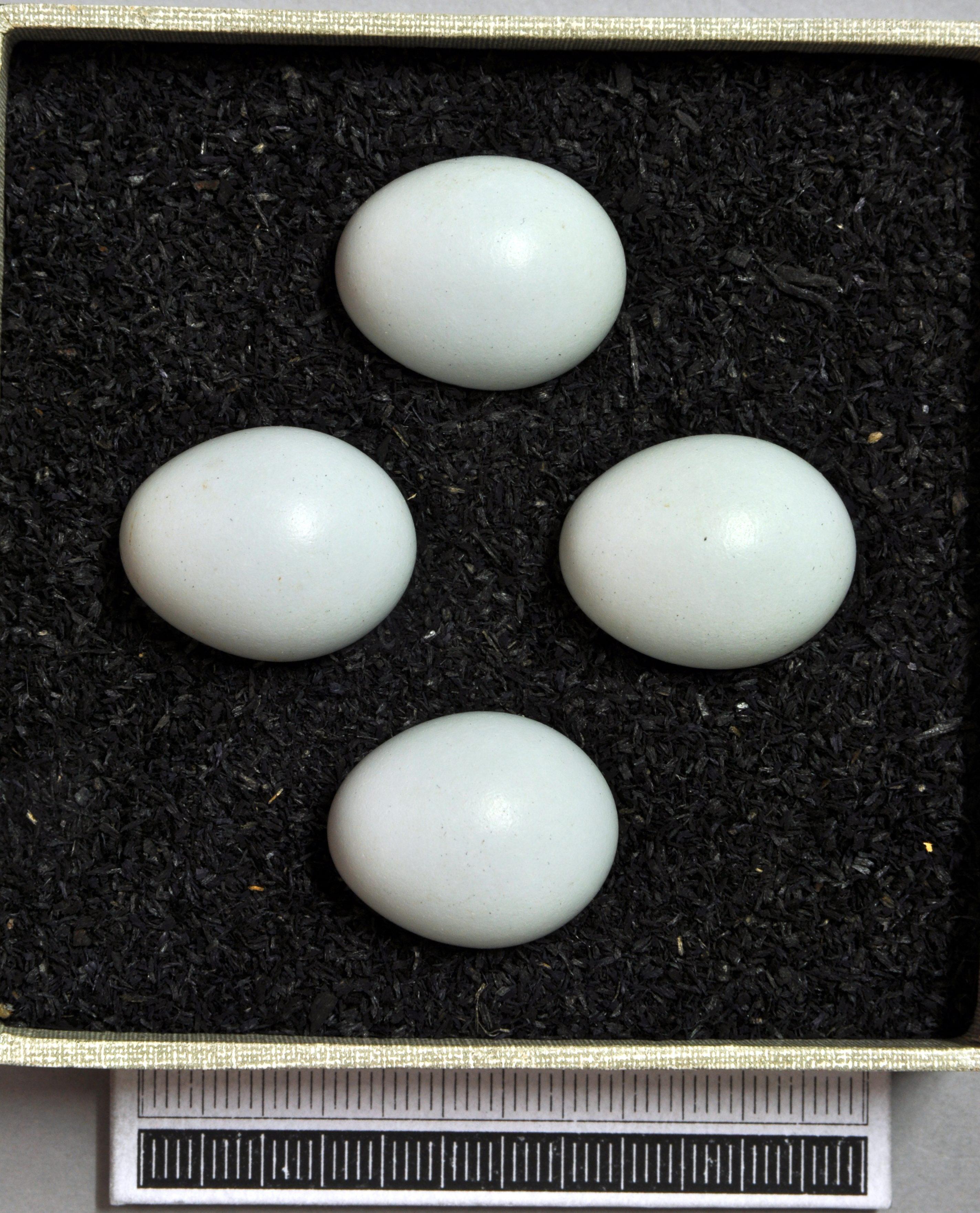
Gelege, Sammlung Museum Wiesbaden

Im Brutgebiet trägt das Männchen seinen kraftvoll flötenden Gesang von einer Felskuppe aus vor, nicht selten geschieht dies auch im Singflug, zu dem es stumm aufsteigt und dann nach einer Luftkapriole flötend wieder herabsinkt.
Das Nest wird in Felsspalten, Höhlen oder Mauernischen gebaut. Es kann bis zu sieben Meter hoch liegen, aber auch am Erdboden bauen einige Paare. Der Eingang des Nestes, das aus einem äußerlich wirren Haufen von Halmen mit einer sauber eingearbeiteten Nestmulde besteht, ist meist durch einen Busch verborgen. Das Weibchen bebrütet die vier bis sechs Eier 14 bis 16 Tage. Nach ca. 14 Tagen verlassen die Jungen das Nest und werden dann noch zwei weitere Wochen gefüttert. Danach zerstreuen sie sich, um bis zur Brutzeit als Einzelgänger zu leben. Im Spätherbst erkennt man dann die Männchen an ihrem Federkleid. Die alten Männchen tragen bis zum Spätsommer das bunte Brutkleid und mausern dann in ein schlichtes Winterkleid.

## Nahrung
Auf dem Speiseplan stehen Insekten, Spinnen und Würmer, sogar kleine Reptilien wie Eidechsen, aber auch Beeren und andere Früchte.

## Gefährdung
Die Art gilt in Deutschland als „vom Aussterben bedroht“ (Rote Liste Kat. 1).